# الانتخابات التشريعية التونسية 1969
الانتخابات التشريعية التونسية 1969 هي انتخابات تشريعية نظمت في تونس في 2 نوفمبر 1969. هي الانتخابات الثالثة من نوعها. تعتبر هذه الانتخابات مزورة ومزيفة.

فاز الحزب الاشتراكي الدستوري برئاسة الرئيس الحبيب بورقيبة بالانتخابات.

## النتائج
|                          | العدد     | % من المسجلين | % من الناخبين |
| ------------------------ | --------- | ------------- | ------------- |
| المسجلين                 | 347 443 1 | 100%          |               |
| الناخبين                 | 122 367 1 | 94.7%         | 100%          |
| الأصوات الصحيحة للقائمات | 939 363 1 |               | 99.77%        |
| الأوراق البيضاء والملغاة | 183 3     |               | 0.23%         |
| الامتناع عن التصويت      | 225 76    | 5.3%          |               |

| الأحزاب                           | الأحزاب                  | الأصوات   | % من الأصوات الصحيحة | المقاعد |
| --------------------------------- | ------------------------ | --------- | -------------------- | ------- |
|                                   | الحزب الاشتراكي الدستوري | 939 363 1 | 100%                 | 101     |
| الأصوات الصحيحة                   | الأصوات الصحيحة          | 939 363 1 | 99.77%               | 101     |
| الأوراق البيضاء والملغاة          | الأوراق البيضاء والملغاة | 183 3     | 0.23%                |         |
| مجموع الأصوات                     | مجموع الأصوات            | 122 367 1 | 100%                 |         |
| المصدر: الاتحاد البرلماني الدولي. |                          |           |                      |         |

## مقالات ذات صلة
- الانتخابات الرئاسية التونسية 1969
- الحبيب بورقيبة